# Communauté de communes du Val de l'Oise
La communauté de communes du Val de l'Oise (ou CCVO)  est une communauté de communes française, située dans le département de l'Aisne.
Créée le 1er janvier 2014, elle succède à l'ancienne communauté de communes de la Vallée de l'Oise et à l'ancienne communauté de communes du Val d'Origny.

## Historique
Conformément aux dispositions de la  loi sur la réforme des collectivités territoriales de 2010, la CDCI décide en 2011 la fusion de la petite communauté de communes du Val d'Origny, qui ne comptait que 3 500 habitants environ, avec la communauté de communes de la Vallée de l'Oise.
Cette fusion, qui a pris effet le 1er janvier 2014, a formé la communauté de communes du Val de l'Oise,.

## Territoire communautaire

### Géographie
Le territoire communautaire, qui s'étend sur 327 km2, se trouve à la périphérie de l'agglomération de Saint-Quentin, le premier pôle commercial du département.
Il est situé à proximité des axes routiers que sont l’A1 (Lille-Paris), l’A26 (Calais-Troyes), l'ancienne RN 44 (actuelle RD 1044), la RD 576 et la RD 1.

### Composition
En 2023, la communauté de communes est composée des 32 communes suivantes :

| Nom                       | Code Insee | Gentilé                     | Superficie (km2) | Population (dernière pop. légale) | Densité (hab./km2) |
| ------------------------- | ---------- | --------------------------- | ---------------- | --------------------------------- | ------------------ |
| Mézières-sur-Oise (siège) | 02483      | Macériens                   | 9,59             | 508 (2022)                        | 53                 |
| Alaincourt                | 02009      | Alaincourtois               | 5,9              | 522 (2022)                        | 88                 |
| Benay                     | 02066      | Benaysiens                  | 6,81             | 188 (2022)                        | 28                 |
| Berthenicourt             | 02075      | Berthenicourtois            | 3,07             | 198 (2022)                        | 64                 |
| Brissay-Choigny           | 02123      | Brissiliens                 | 8,98             | 297 (2022)                        | 33                 |
| Brissy-Hamégicourt        | 02124      | Brissy-Hamégicourtois       | 12,38            | 653 (2022)                        | 53                 |
| Cerizy                    | 02149      | Cerisyacois                 | 4                | 59 (2022)                         | 15                 |
| Châtillon-sur-Oise        | 02170      | Châtillonnais               | 2,62             | 125 (2022)                        | 48                 |
| Chevresis-Monceau         | 02184      | Chevrésiens                 | 16,85            | 335 (2022)                        | 20                 |
| Essigny-le-Grand          | 02287      | Essignaquois                | 13,38            | 1 063 (2022)                      | 79                 |
| La Ferté-Chevresis        | 02306      | Fertois                     | 23,92            | 521 (2022)                        | 22                 |
| Gibercourt                | 02345      | Gibercourtois               | 2,69             | 37 (2022)                         | 14                 |
| Hinacourt                 | 02380      | Hinacourtois                | 3,09             | 28 (2022)                         | 9,1                |
| Itancourt                 | 02387      | Itancourtois                | 7,11             | 999 (2022)                        | 141                |
| Ly-Fontaine               | 02446      | Ly-Fontains ou Linifontains | 3,47             | 118 (2022)                        | 34                 |
| Mont-d'Origny             | 02503      | Orignyquois                 | 13,52            | 832 (2022)                        | 62                 |
| Moÿ-de-l'Aisne            | 02532      | Mouysiens ou Moyacois       | 6,26             | 986 (2022)                        | 158                |
| Neuvillette               | 02552      | Neuvillettois               | 6,44             | 180 (2022)                        | 28                 |
| Origny-Sainte-Benoite     | 02575      | Orignaquois                 | 23,3             | 1 612 (2022)                      | 69                 |
| Parpeville                | 02592      | Parpevillois                | 15,82            | 192 (2022)                        | 12                 |
| Pleine-Selve              | 02605      | Selvois                     | 6,05             | 191 (2022)                        | 32                 |
| Regny                     | 02636      | Regniaquois                 | 11,89            | 193 (2022)                        | 16                 |
| Remigny                   | 02639      | Remignois                   | 10,07            | 341 (2022)                        | 34                 |
| Renansart                 | 02640      | Renansartois                | 8,71             | 149 (2022)                        | 17                 |
| Ribemont                  | 02648      | Ribemontois                 | 26,91            | 1 909 (2022)                      | 71                 |
| Séry-lès-Mézières         | 02717      | Sérysiens                   | 11,51            | 602 (2022)                        | 52                 |
| Sissy                     | 02721      | Sissiaquois                 | 10,76            | 490 (2022)                        | 46                 |
| Surfontaine               | 02732      | Surfontainois               | 6,38             | 98 (2022)                         | 15                 |
| Thenelles                 | 02741      | Thenellois                  | 6,99             | 542 (2022)                        | 78                 |
| Urvillers                 | 02756      | Urvillois                   | 13,69            | 688 (2022)                        | 50                 |
| Vendeuil                  | 02775      | Vendeuillois                | 14,45            | 926 (2022)                        | 64                 |
| Villers-le-Sec            | 02813      | Villeriens                  | 10,57            | 256 (2022)                        | 24                 |

### Démographie
| 1968   | 1975   | 1982   | 1990   | 1999   | 2009   | 2014   | 2020   |
| ------ | ------ | ------ | ------ | ------ | ------ | ------ | ------ |
| 17 584 | 16 685 | 16 786 | 17 044 | 16 506 | 16 567 | 16 338 | 15 897 |

## Organisation

### Siège
Le siège de la communauté de communes est situé à Mézières-sur-Oise, 1 rue d'Itancourt,.

### Élus
La communauté de communes du Val de l'Oise est administrée par son conseil communautaire, composé pour la mandature 2020-2026, de 47 conseillers communautaires représentant chaque commune membre en fonction de leur population  et répartis de la manière suivante :

- 5 délégués pour Origny-Sainte-Benoite et Ribemont ;

- 3 délégués pour Essigny-le-Grand et Itancourt ;

- 2 délégués pour Mont-d'Origny, Moÿ-de-l'Aisne et Vendeuil ;

- 1 délégué ou son suppléant pour les autres communes.
À la suite des élections municipales de 2020 dans l'Aisne, le conseil communautaire renouvelé a réélu le 16 juillet 2020 son président, Didier Beauvais, maire de Surfontaine (mort en juin 2023), puis, le 24 juillet 2020, ses 9 vice-présidents, qui sont, : 
1. Jacques Masson, maire de Benay, délégué à l’aménagement du territoire, à la mobilité et à l’urbanisme ;
2. Brigitte Salingue, maire d'Hinacourt, déléguée au Développement économique, à l’emploi, à l’habitat-logement ;
3. Julien Simeon, maire de Regny, délégué à l’Environnement, à la GEMAPI, à la collecte et à la valorisation des déchets ;
4. Thérèse Martin-Barjavel, première maire-adjointe d'Essigny-le-Grand, déléguée au tourisme et à la culture ;
5. M. Dominique Burillon, maire d'Origny-Sainte-Benoite, délégué à l’action sociale d’intérêt communautaire et aux solidarités ;
6. Béatrice Valentin-Boutroy, maire de Renansart, déléguée à la petite enfance, l’enfance et la jeunesse ;
7. Laurent Minette, conseiller municipal d'Itancourt, délégué aux finances et aux marchés publics ;
8. Sébastien Solari, maire de Chevresis-Monceau, délégué à l’appui logistique aux communes et aux bâtiments communautaires ;
9. Frédéric Martin, maire de Moÿ-de-l’Aisne, délégué à l’administration générale, aux relations avec les usagers, à la communication et à la cohésion communautaire (mort en décembre 2022[10].

Ils forment ensemble l'exécutif de l'intercommunalité pour le mandat 2020-2026.

### Liste des présidents
| Période      | Période   | Identité        | Étiquette | Qualité |
| ------------ | --------- | --------------- | --------- | --- |
| janvier 2014 | juin 2023 | Didier Beauvais | LR        | Maire de Surfontaine (1996 → 2023) Président de l'ex-CC de la Vallée de l'Oise (2008 → 2014) Mort en fonction |

### Compétences
La communauté exerce les compétences qui lui ont été transférées par les communes membres, dans les conditions déterminées par le code général des collectivités territoriales. Il s'agit de :
compétences obligatoires
- en matière d’aménagement de l’espace communautaire :
  - élaboration et suivi du schéma de cohérence territoriale (SCOT) ;
  - élaboration et suivi des documents de zones de développement éolien.
- en matière de développement économique :
  - Création, aménagement, entretien et gestion de zones d’activité industrielle, commerciale, tertiaire, artisanale d’intérêt communautaire,
Ont été déclarées d’intérêt communautaire :
    - La zone d’aménagement concerté localisée sur le territoire de la commune d’Urvillers au lieu-dit "chemin de l’épinette",
    - Sur la commune d’Itancourt, les zones UI, 1AUI et 2AUI situées au nord de la commune côté droit de la RD 576 en direction d’Urvillers,
    - Sur la commune d’Urvillers, les zones AUI et 2 AUI.

  - Conseil et appui à la création et à la reprise d’entreprises,
  - Participation à des organismes d’intérêts économiques,
  - Promotion économique du territoire communautaire.

compétences optionnelles et facultatives
- Politique du logement et du cadre de vie :
  - opération programmée d’amélioration de l’habitat (OPAH),
  - Actions en faveur du développement de l’habitat intégrées au suivi animation des OPAH de la communauté de communes.
- Action sociale d’intérêt communautaire :
  - Mise en œuvre d’actions sanitaires et sociales à caractère intercommunal dans le domaine de l’aide à la personne :
    - Service d’aides à domicile,
    - Service de portage de repas,
    - Service d’accompagnement de personnes bénéficiant d’une aide à domicile employée de la communauté de communes,
    - Transport des personnes à mobilité réduite, seuls les transports qui ne font pas l’objet d’une prise en charge par d’autres prestataires (caisse primaire d’assurance maladie, conseil général...) seront aidés par la communauté de communes.

  - Pour l’ensemble des communes membres, la communauté de communes assure le transport des produits pour la banque alimentaire et pour l’épicerie sociale.
- Protection et mise en valeur de l’environnement
  - Gestion des déchets
  - Domaine environnemental
- Actions en faveur de la petite enfance, de l’enfance et de la jeunesse
- Services à la population
- Culture, tourisme et patrimoine
- Appui logistique aux communes membres
- Prévention de la délinquance.

### Fiscalité et budget
La communauté de communes est un établissement public de coopération intercommunale à fiscalité propre.
Afin de financer l'exercice de ses compétences, la communauté de communes perçoit une fiscalité additionnelle aux impôts locaux des communes, avec fiscalité professionnelle de zone (FPZ ) et avec fiscalité professionnelle sur les éoliennes (FPE).
Elle perçoit également une redevance d'enlèvement des ordures ménagères (REOM), qui finance le fonctionnement de ce service public.
Elle ne verse pas de dotation de solidarité communautaire (DSC) à ses communes membres.

## Projets et réalisations
Conformément aux dispositions légales, une communauté de communes a pour objet d'associer des « communes au sein d'un espace de solidarité, en vue de l'élaboration d'un projet commun de développement et d'aménagement de l'espace ».